# Shāh Ojāq
Shāh Ojāq (persiska: شاه اجاق) är en ort i Iran.   Den ligger i provinsen Nordkhorasan, i den nordöstra delen av landet, 600 km öster om huvudstaden Teheran. Shāh Ojāq ligger 1 006 meter över havet och antalet invånare är 543.
Terrängen runt Shāh Ojāq är kuperad. Runt Shāh Ojāq är det ganska glesbefolkat, med 27 invånare per kvadratkilometer. Närmaste större samhälle är Kalāteh-ye Shohadā-ye Nāveh, 11,6 km nordost om Shāh Ojāq. Omgivningarna runt Shāh Ojāq är i huvudsak ett öppet busklandskap.